# Urluia
Urluia es una localidad rumana de la comuna de Adamclisi, en el condado de Constanța.

## Historia
Hacia comienzos del siglo XX, la localidad, que ya por entonces pertenecía al condado de Constanța, formaba parte de la comuna de Cuzgun.
En la segunda mitad del siglo XX la localidad había pasado a formar parte de la comuna de Adamclisi. En el censo de 2021 la localidad tenía una población de 373 habitantes.